# フタリシズカ
フタリシズカ (二人静、学名: Chloranthus serratus) は、センリョウ科チャラン属に属する多年草の1種である。茎の上部に鋸歯をもつ2–3対の葉が対生し、1–5本 (ふつう2本) の花序をつける (図1)。花は花被を欠き、雌しべは白色の雄しべで包まれている。日本を含む東アジアに分布する。有毒であるが、中国では薬用ともされる。
和名の「二人静」は、2本の花序を能楽『二人静』における静御前とその亡霊の舞姿にたとえたものである。

## 特徴
横に這う短い地下茎 (直径約3ミリメートル (mm)) から直立茎が単生または数本叢生する多年草であり、高さ30–60センチメートル (cm)、茎は緑色で無毛。葉は対生し、下部の3–4対は小型で三角形の鱗片葉であるが、上部の2–3対は大型の普通葉であり、節間は近接して 0.5–2 cm (下図2)。普通葉の葉柄は長さ 0.5–1.5 cm、葉身は楕円形〜卵状楕円形、5–17 × 2-8 cm、表裏とも無毛で光沢はなく紙質、先端は尖り、基部は鋭形またはやや鈍形、葉縁には鋭い鋸歯がある (下図2)。葉脈は羽状、側脈は6–8対。

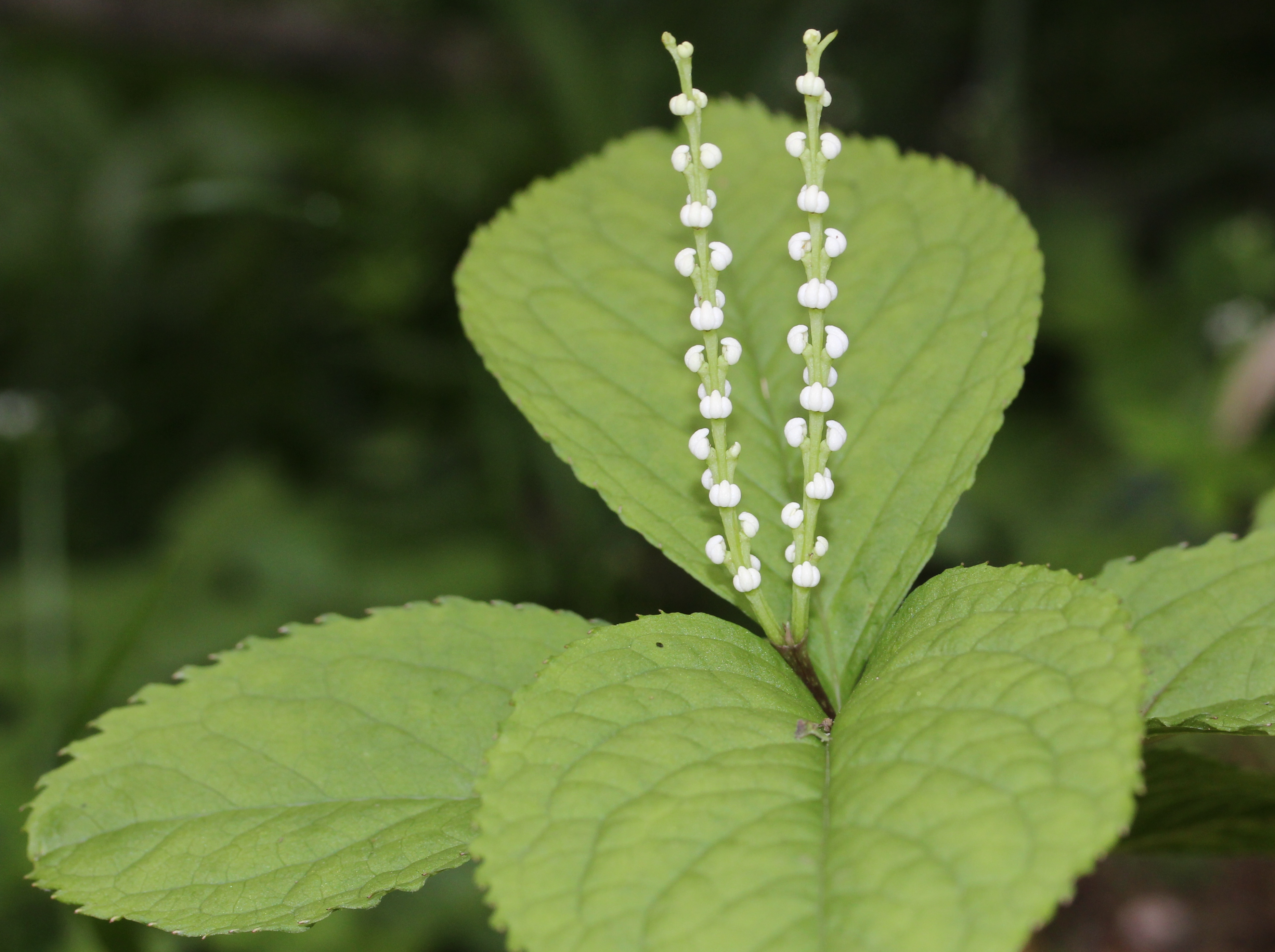
2. 花序をつけたフタリシズカ

ふつうの花 (開放花) の花期は4–6月、穂状花序がふつう頂生、ときに腋生する。花序は長さ 2–6 cm、ふつう1–2回分枝する (その名のようにふつう2本であるが、ときに1本や3–5本) (上図2)。特に花序が多数に分岐するものは、品種エダウチフタリシズカ (Chloranthus serratus  f. prosperus Honda) とされることがある。花は両性花、先が尖った長さ 0.5–1 mm の三角状広卵形の苞に腋生し、花被を欠く。雌しべの子房の背側 (背軸側) に雄しべがついている。雄しべは白色、3個が合着し (1個の雄しべが3裂したともされる)、長さ 2–4 mm、半球状長楕円形で雌しべ上部を包んでおり (図3)、葯は黄色であり、中央裂片内側に2個の葯、左右の裂片にそれぞれ1個の葯がある。雌しべの子房は卵形、長さ約 1 mm、柱頭は短い。夏に、茎の下部の鱗片葉の葉腋から、数個の閉鎖花をつけた細い花序を伸ばすことがある。果期は6–8月、果実は淡緑色、球形から倒広卵形、長さ 2.5–3 mm。染色体数は 2n = 28, 30。
花は蜜腺を欠き、アザミウマ類、ハナアブ類、甲虫類が花粉を採餌するために訪花することが報告されている。また自家和合性であることも報告されている。

## 分布
南千島、北海道、本州、四国、九州、朝鮮半島南部、中国中南部に分布している。低山、丘陵地の林床に生育する。